# Eisenküppel
Der Eisenküppel (genannt auch Eisenköppel und Eisenberg) ist ein 354 m ü. NN hoher Berg auf dem Landrücken in den Gemarkungen von Rückers und Flieden im Landkreis Fulda in Hessen in (Deutschland).

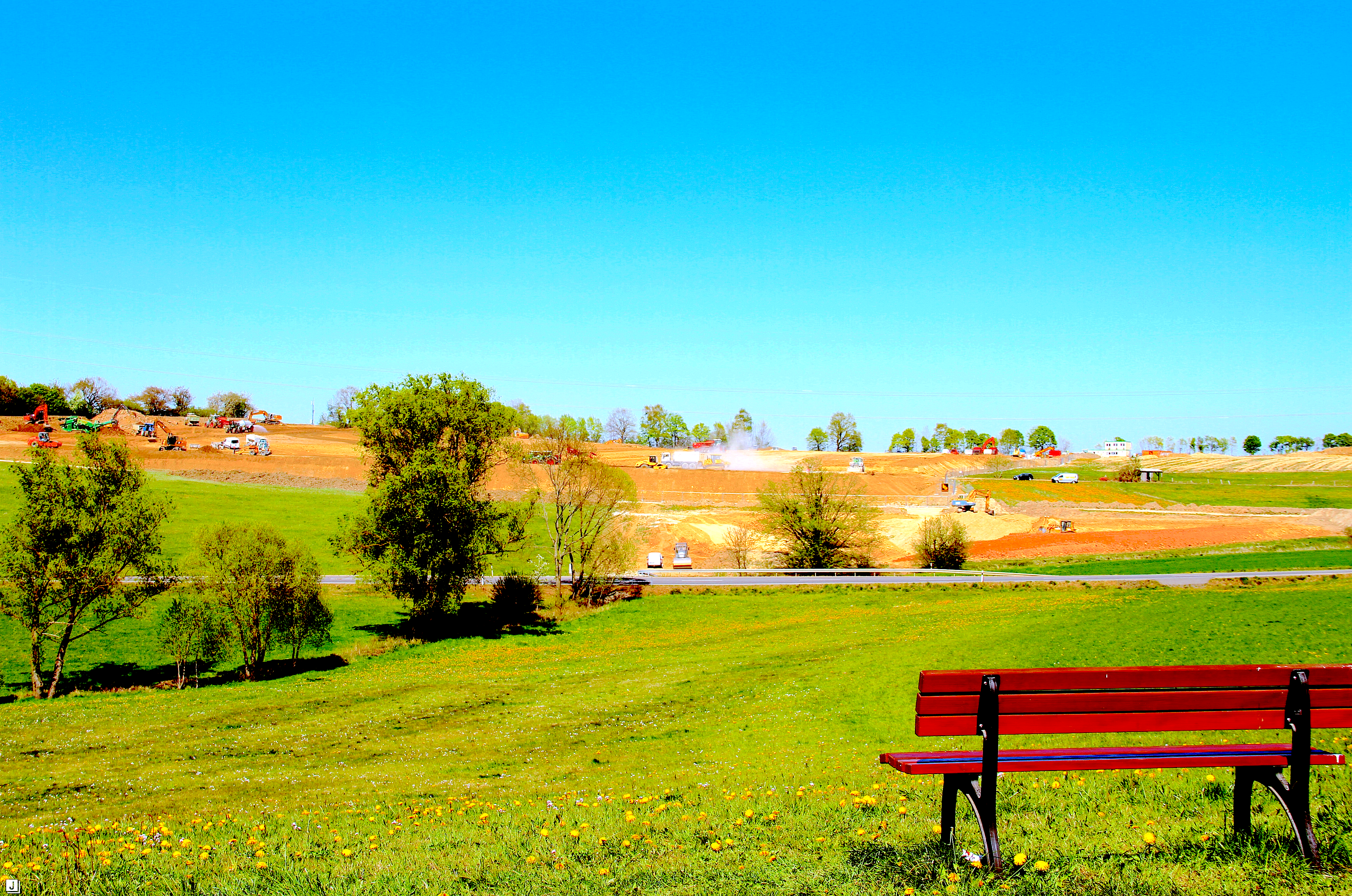
Eisenküppel mit Ruhebank für Wanderer

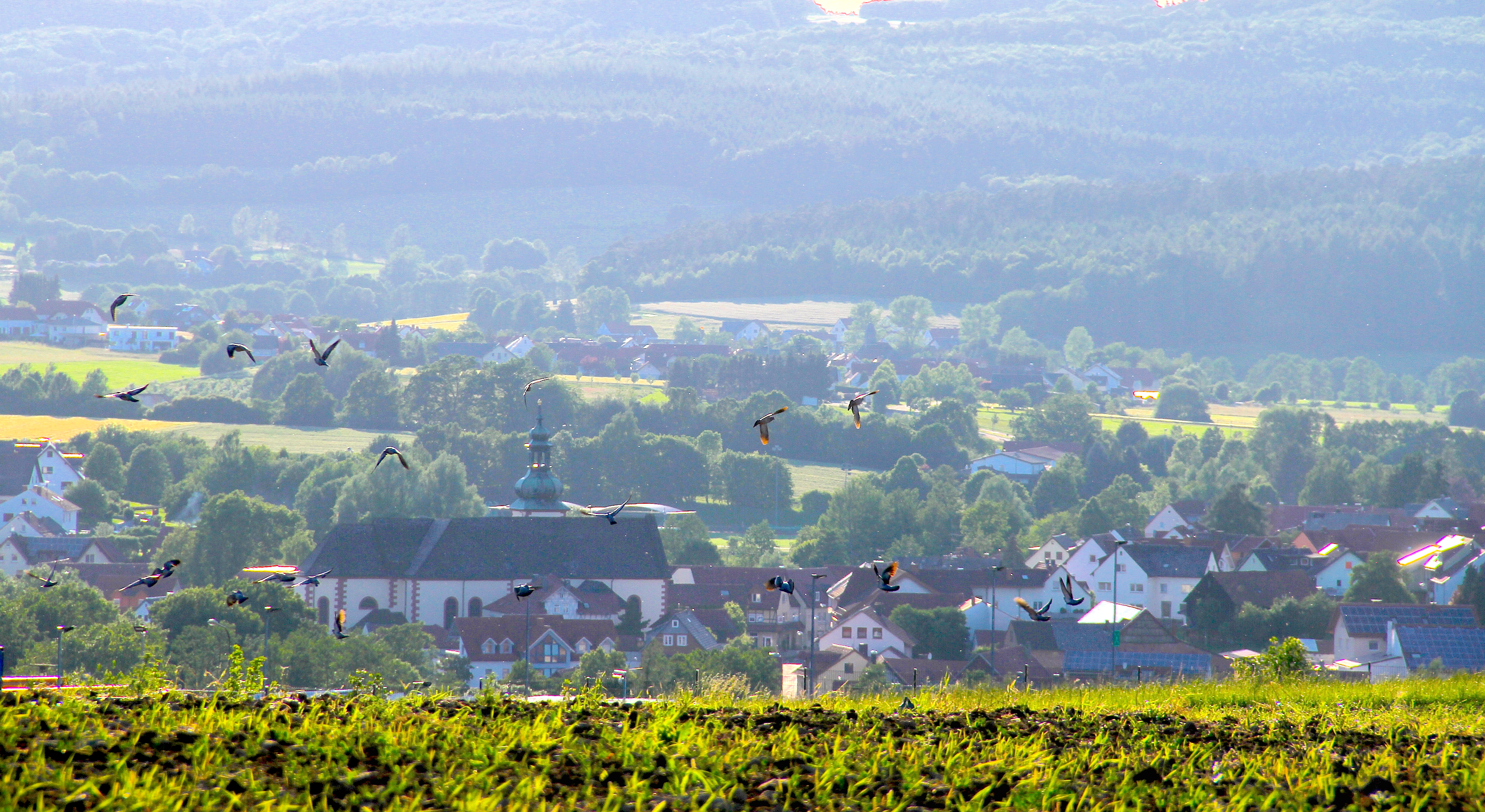
Blick auf Flieden vom Eisenküppel, mit Feldlerchenschwarm im Vordergrund

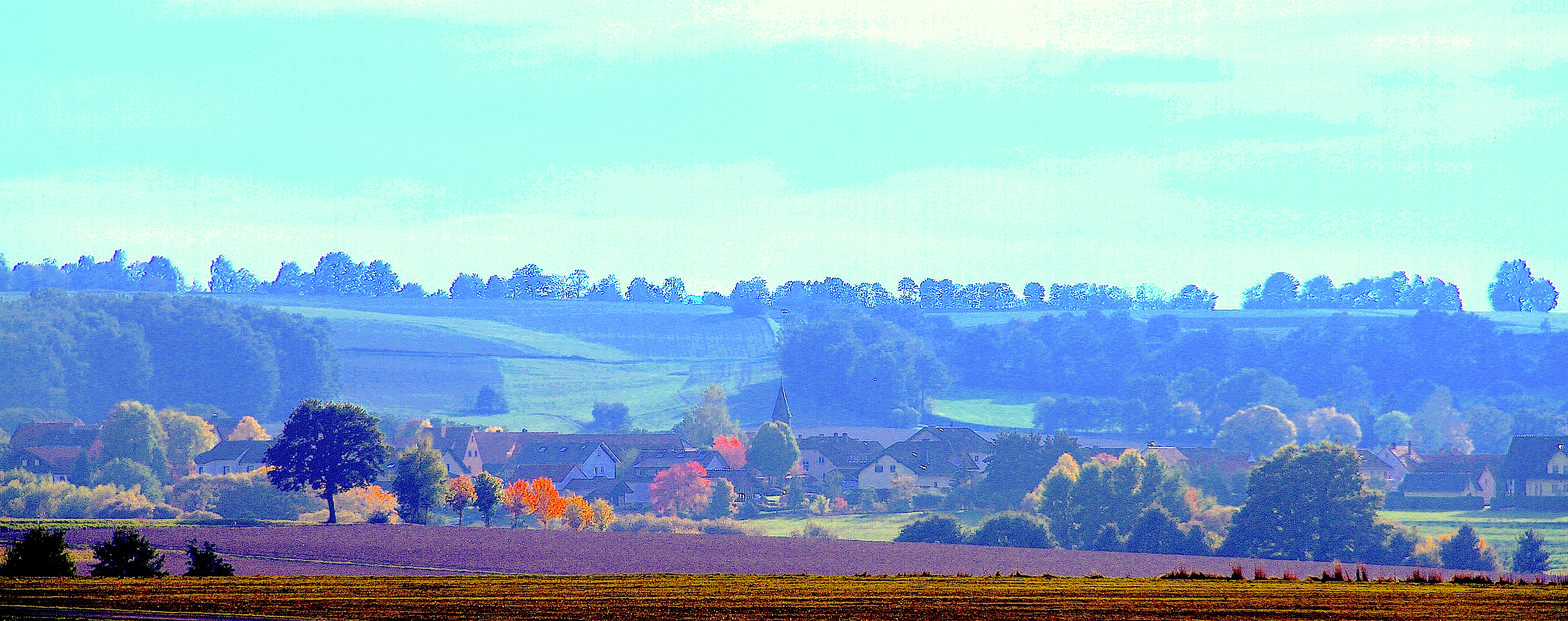
Schweben (Flieden) unterhalb des Eisenküppels und des Schwebener Bergs

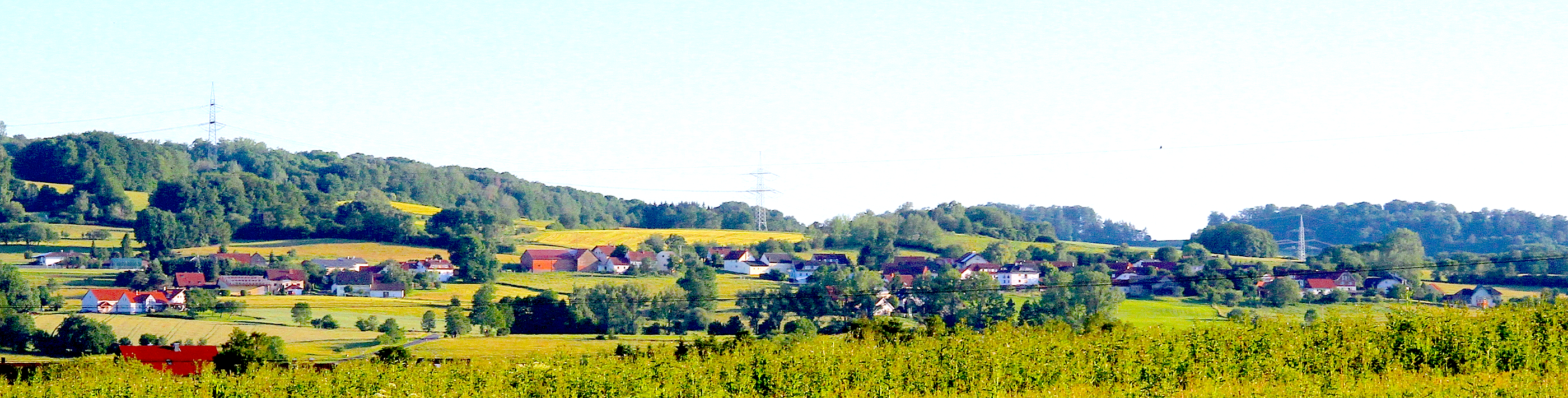
Blick vom Eisenküppel auf den Weiler Keutzelbuch

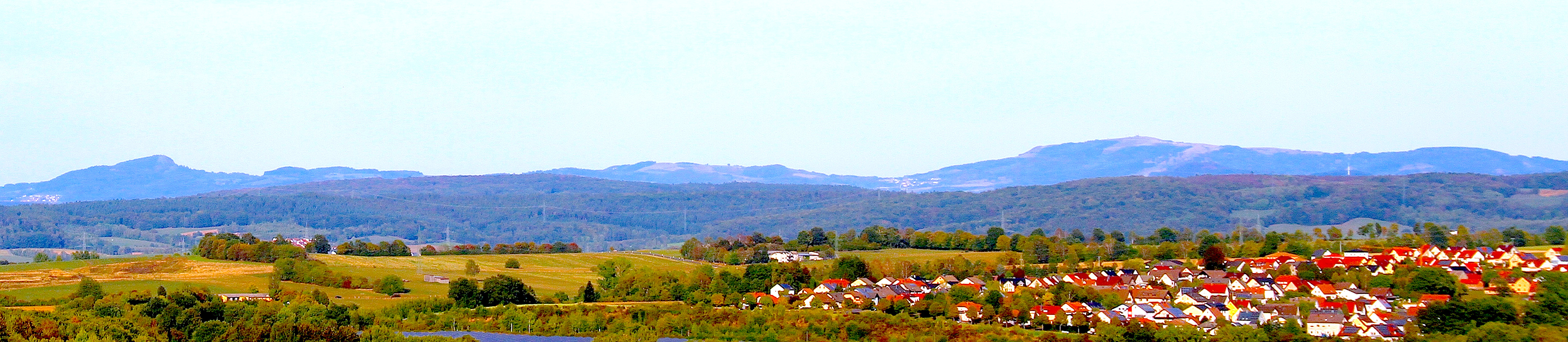
Rückers mit Milseburg, Weiherberg, Wasserkuppe und Eisenküppel

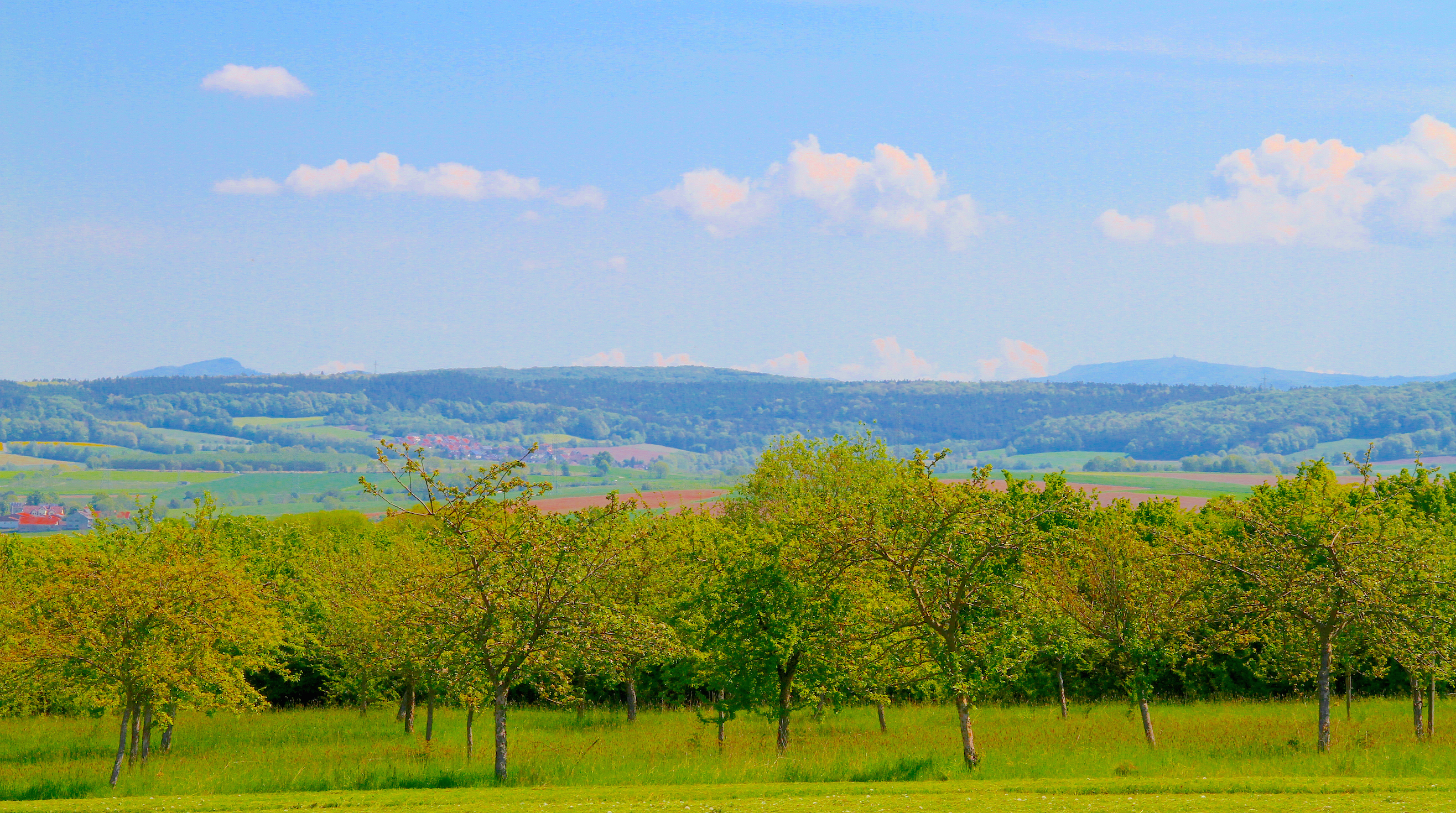
Streuobstwiese auf dem Eisenküppel

## Geographische Lage
Der „Eisenküppel“ liegt im Norden des Landrückens, dem verbindenden Höhenzug zwischen Rhön und Vogelsberg, im Naturpark Hessische Rhön, an den der Naturpark Hessischer Spessart angrenzt.
Die nächst entfernten größeren Orte sind im Süden der Ort Rückers, im Westen der Ort Flieden und im Norden der Ort Schweben.
Der Eisenküppel ist der höchste Berg des Ortes Flieden in der Gemeinde Flieden.

## Naturräumliche Zuordnung
Der Eisenknüppel gehört in der naturräumlichen Haupteinheitengruppe Osthessisches Bergland (Nr. 35), in der Haupteinheit Fuldaer Senke (352) und in der Untereinheit Fliedetal (352.0) zum Naturraum Fliedener Becken (352.00), in dem die Fliede alle wichtigen Quell- und Nebenflüsse aufnimmt.

## Natur/Erholung
- Der Eisenküppel ist ein „nicht unbeträchtlicher Höhenpunkt“, der eine „vorteilhafte Aussicht“ gewährt.[5]

- Südlich des Berges verläuft der Atzbach (Arzbach). Er verläuft in der Gemarkung Rückers von Ost nach Südwest und mündet im Ort Flieden in die Fliede, die den Berg von West nach Nord umfließt. Zuflüsse der Fliede bilden das FFH-Gebiet Nr.5523-302 „Zuflüsse der Fliede“.

- Am nördlichen Hang des Berges, Richtung Schweben, befindet sich eine landschaftstypische Streuobstwiese. Streuobstwiesen sind ein altes und kostbares Kulturgut und zählen zu den artenreichsten Lebensräumen.[6][7]

- In der Gemarkung Flieden befand sich auf dem Eisenküppel eine freistehende als Naturdenkmal eingestufte alte Hainbuche. Ein als Naturdenkmal eingestufter Tümpel befindet sich in der Nähe der Eierbauschmühle.

- Der Eisenküppel liegt im Bereich einer überregionalen Vogelzuglinie. Naturbeobachter können vom Eisenküppel aus im Frühjahr und im Herbst die über den Landrücken ziehenden Kraniche in ihren keilförmigen Formationen beobachten.[8]

- Die offene Kulturlandschaft des Eisenküppels wird von dem in der Bundesrepublik Deutschland nur noch selten vorkommenden und streng geschützten Greifvogel, dem Roten Milan (Milvus milvus) als Nahrungshabitat genutzt.[9]

- Auf dem Eisenküppel ist die in der Roten Liste in Kategorie 3 („gefährdet“) aufgeführte Feldlerche zu finden, die an landwirtschaftlich genutzte, nicht zu feuchte, weiträumige Offenlandflächen mit niedriger und lückenhafter Vegetation aus Gräsern und Kräutern gebunden ist.

- Nach Angaben der hiesigen Jägerschaft gab es auf dem Eisenküppel eine hohe Bestandsdichte an Rebhühnern, die hier optimale Lebensräume mit kleinräumig gegliederten Parzellen umgeben von Hecken, Büschen, Feld- und Wegrainen vorfanden. Das Rebhuhn wurde 1991 vom NABU zum Vogel des Jahres gewählt. Der Bestand des Rebhuhns ist europaweit seit 1980 um 94 Prozent zurückgegangen. Der Deutsche Jagdverband erklärte das Jahr 2016 zum Jahr des Rebhuhns, um auf diese extrem kritische Lage des Rebhuhns aufmerksam zu machen.[10]

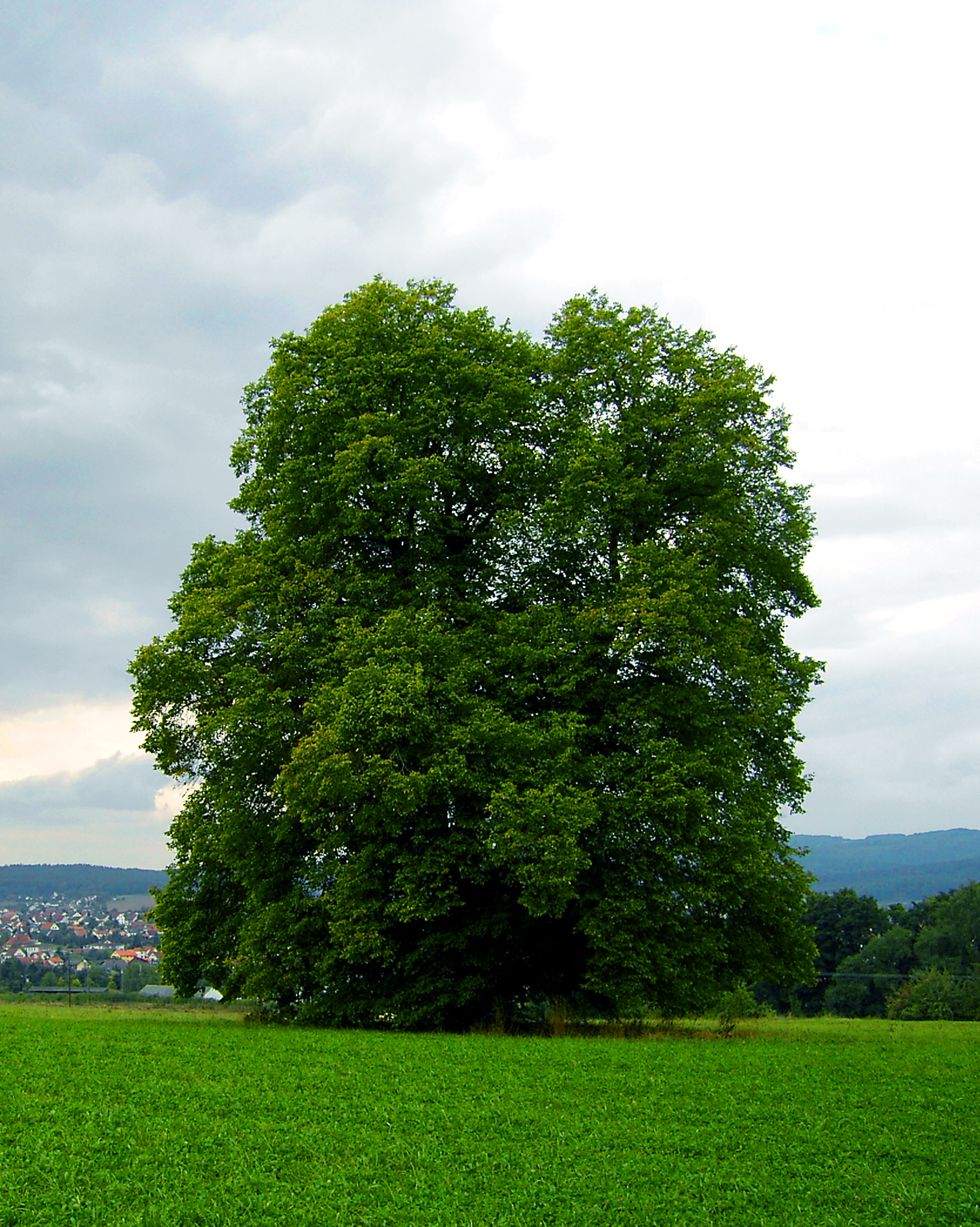
Naturdenkmal auf dem Eisenküppel
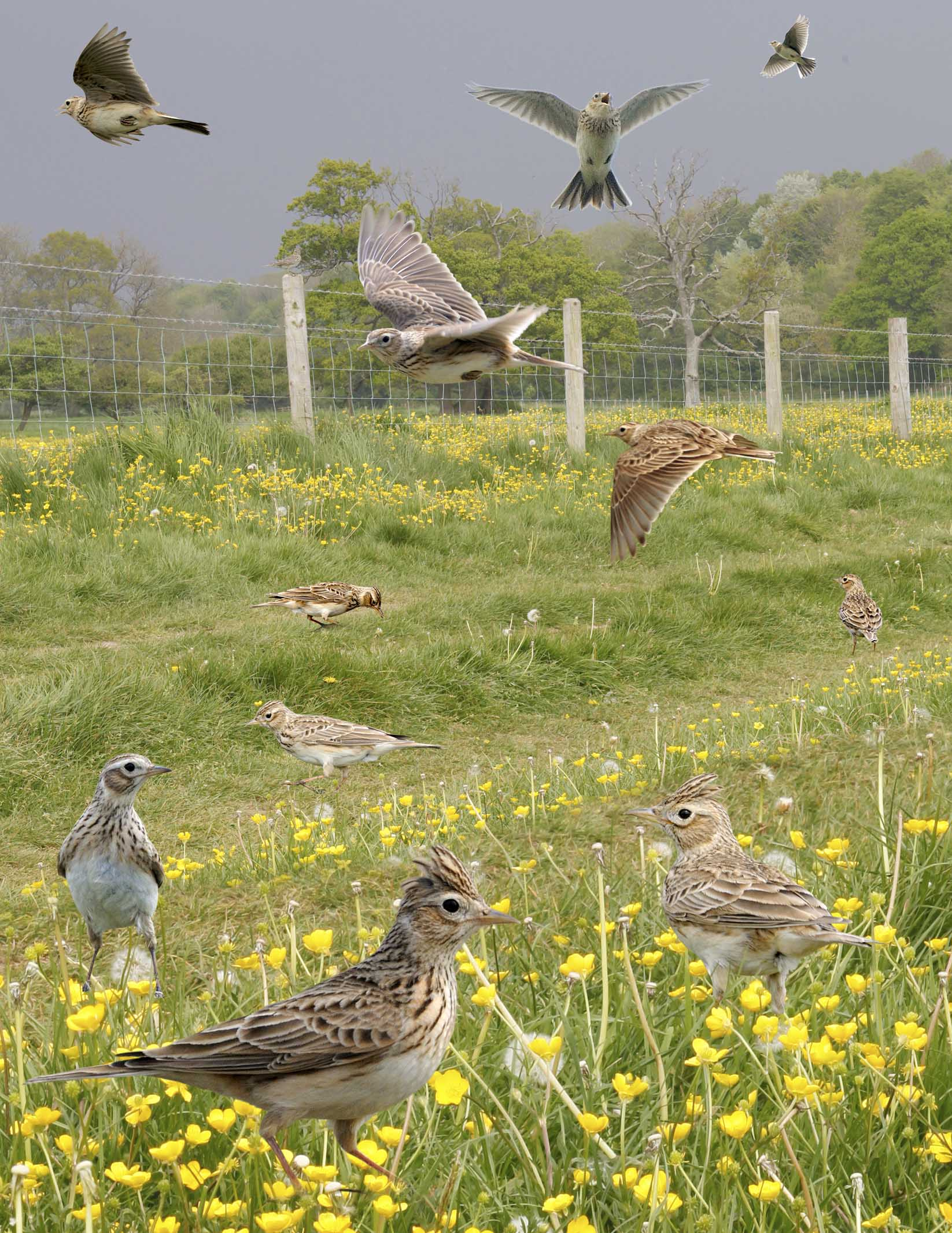
Feldlerche
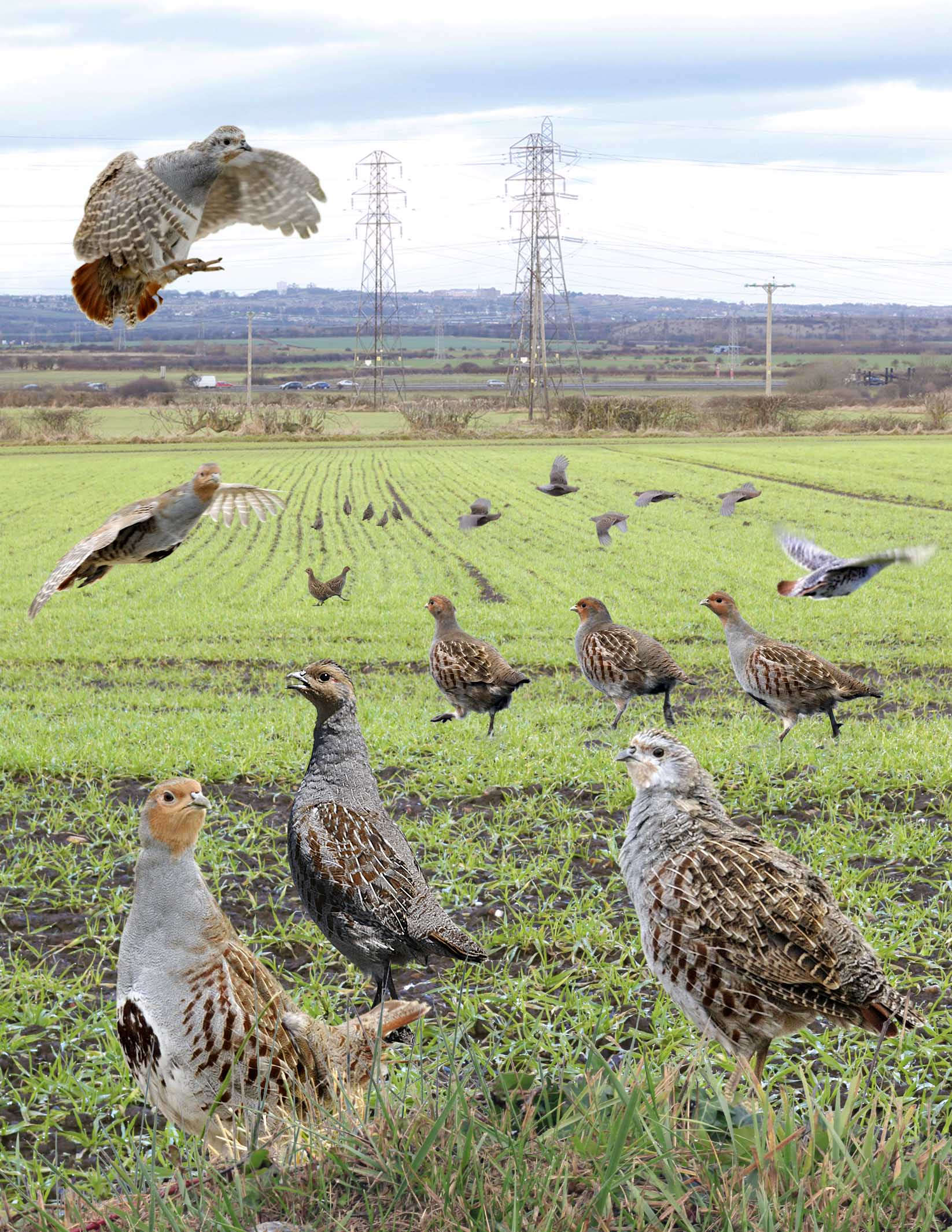
Rebhuhn
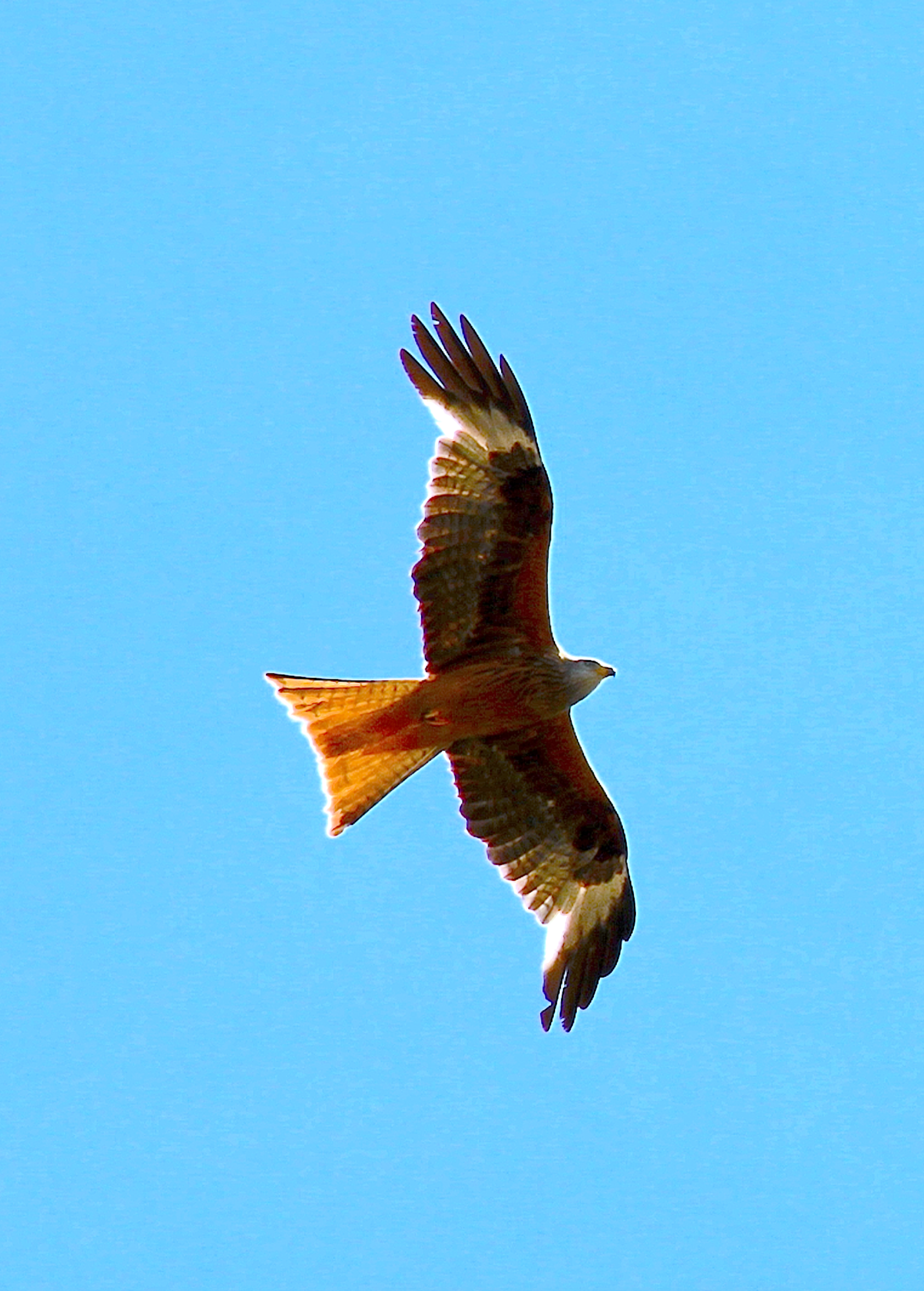
Rotmilan über Rückers
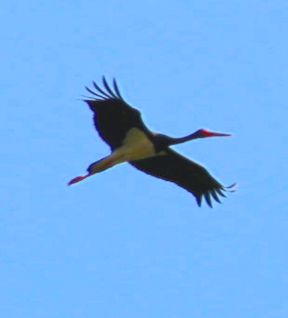
Schwarzstorch über Rückers
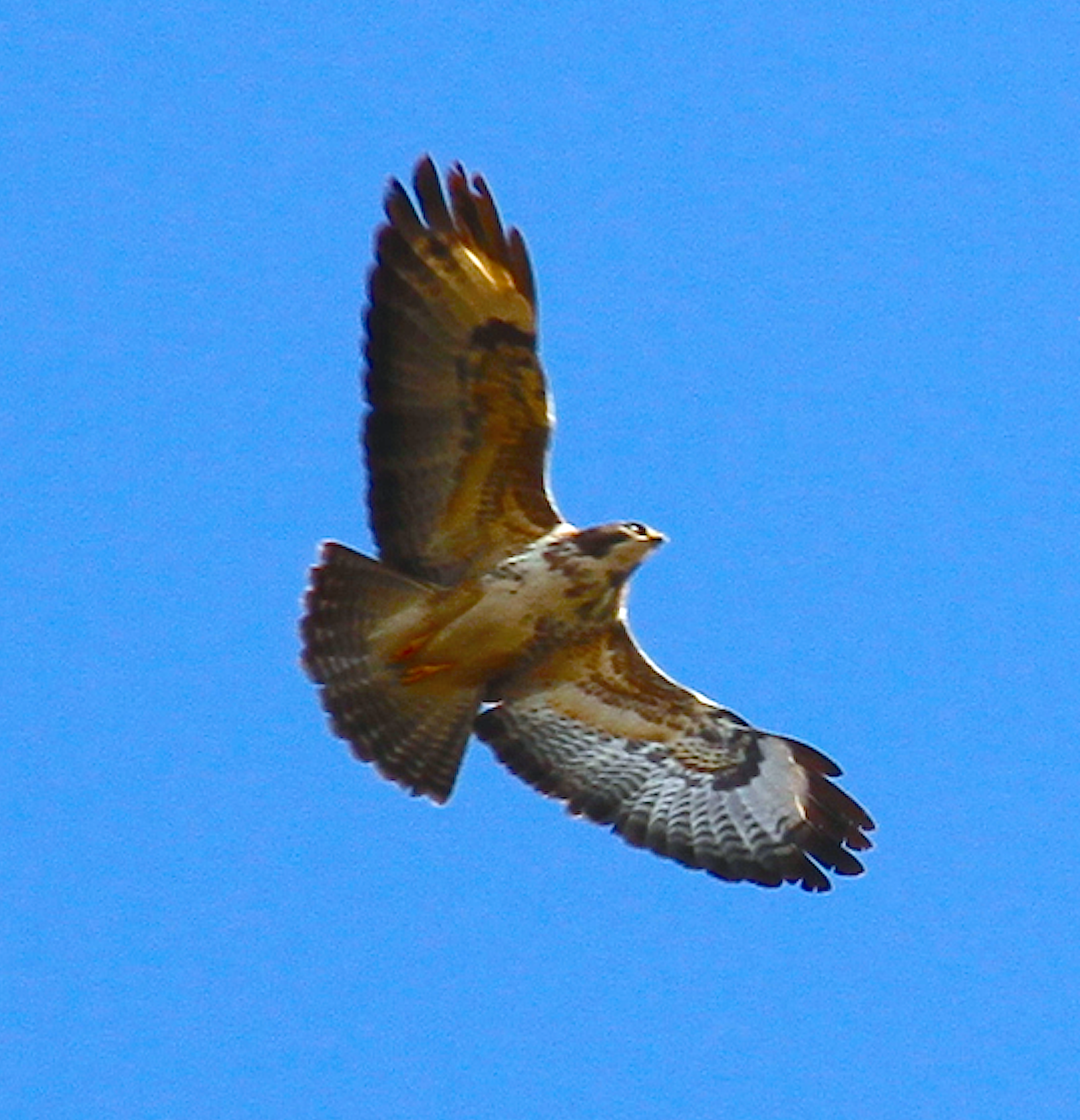
Bussard über Rückers
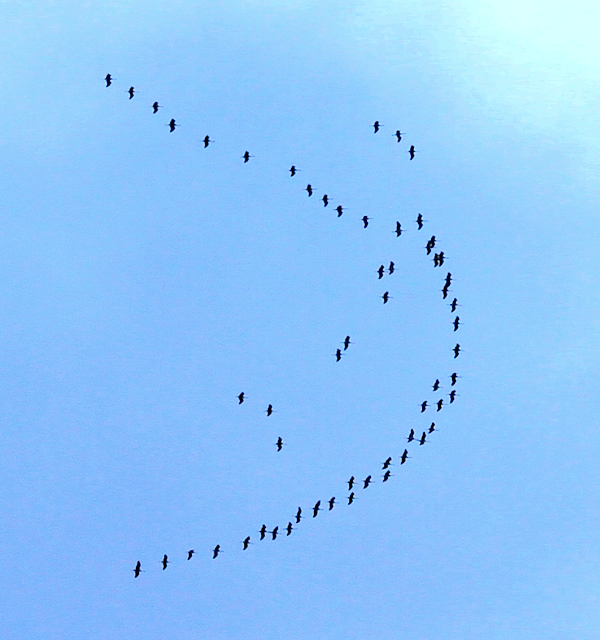
Kranichzug über den Eisenküppel
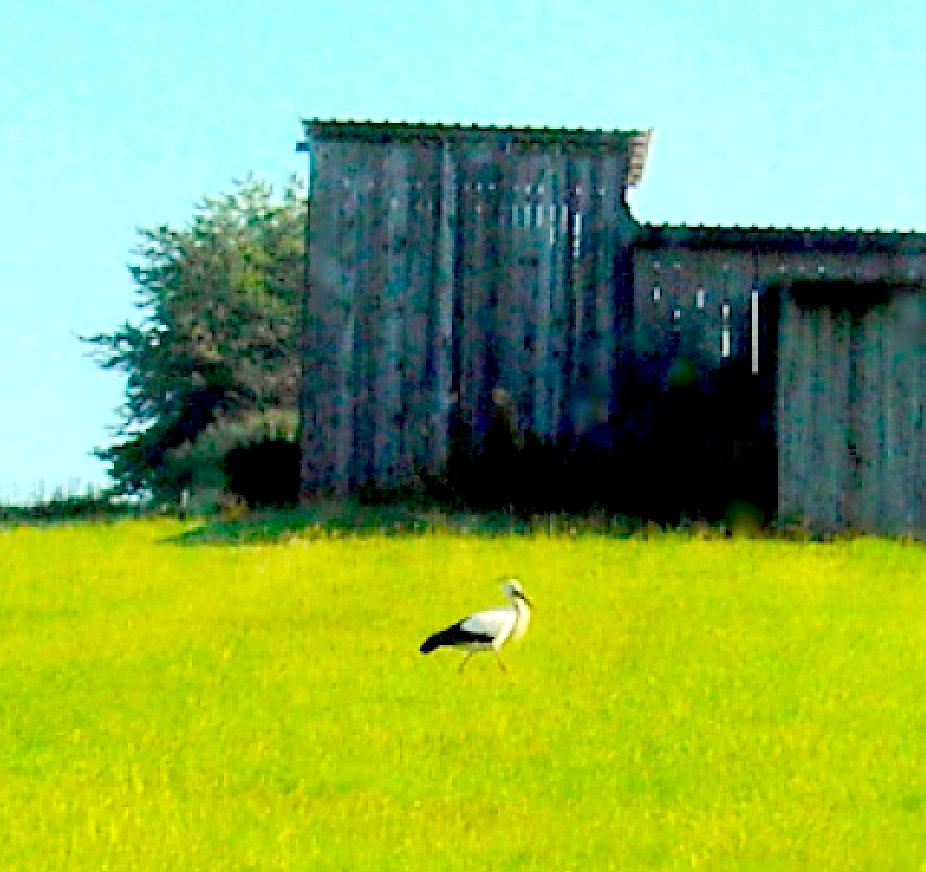
Storch vor alter Feldscheune
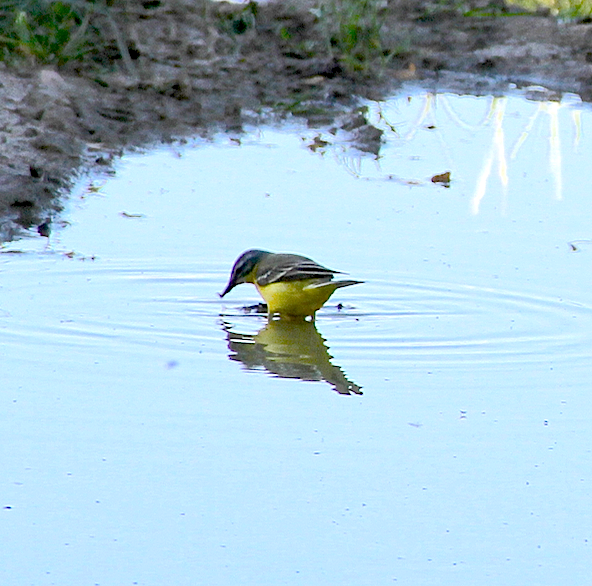
Schafstelze auf dem Eisenküppel
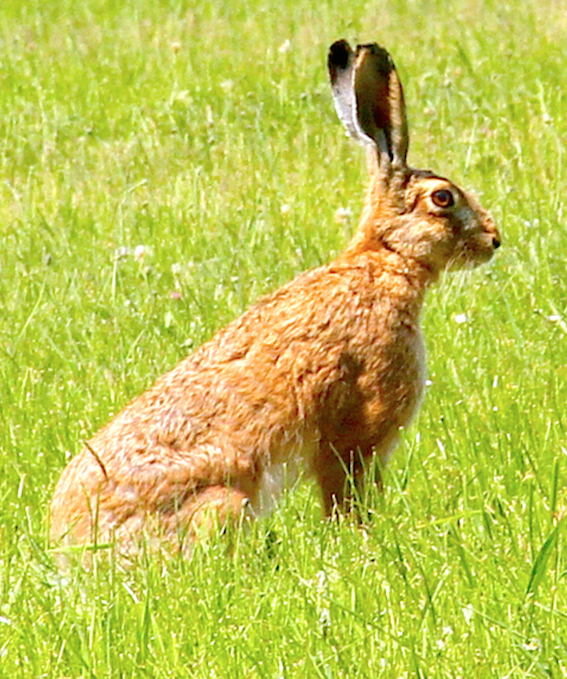
Feldhase auf dem Eisenküppel

## Verkehr und Wandern
- Östlich des Eisenküppels verläuft die K82 von Schweben nach Rückers und südlich die K90 („Rückerser Weg“) von Flieden zur K82. Von den beiden Kreisstraßen aus kann der Berg erwandert werden. In der weiteren Umgebung befindet sich der Bahnhof Flieden, ein idealer Ausgangspunkt für kleinere und größere Radtouren in der Region.[11]
- Westlich des Eisenküppels verlaufen der Hessische Radfernweg R3 und der „Erlebnisradweg VIA REGIA“ von Frankfurt bis Krakau und darüber hinaus.[12][13]
- Der Radweg Nr. 2 „Besinnlichkeit erfahren“ des „Regionalforums Fulda-Südwest“, führt von Flieden über Schweben und zurück nach Flieden 14 km lang um den Eisenküppel.[14][15]
- Über den Eisenküppel führen die Wanderwege Nr. 7 und Nr. 8 des Fremdenverkehrsvereins Flieden e.V. Sie sind mit einem weißen Quadrat und roter Zahl gekennzeichnet.[16]
- Das Wanderwegenetz des Naturparks „Hessische Rhön“ und des Naturparks „Hessischer Spessart“ ist über den Wanderweg Nr. 7 des Fremdenverkehrsvereins Flieden leicht erreichbar. Über die Rundwanderwege des Naturparks „Hessische Rhön“ gelangt man auf das geologisch und botanisch interessante Naherholungs- und Quellgebiet „Steinkammer“, das dem Erholungssuchenden mit Rundwanderwegen und seiner parkähnlichen Landschaft herrliche Aussichten auf Rhön, Vogelsberg und Spessart bietet. Die „Steinkammer“ ist ein Landschaftsschutzgebiet, das im Naturpark „Hessische Rhön“ liegt und an den Naturpark „Hessischer Spessart“ angrenzt. Die Rundwanderwege des Naturparks „Hessische Rhön“ (Steinkammer West und Steinkammer Ost) führen durch Laub- und Nadelwälder entlang von Grünlandflächen und Bächen zu romantischen und verschwiegenen Plätzen.[17][18][19][20]
- Von der „Steinkammer“ aus gelangt man auch auf den BUND-Schlüchtern-Rundweg „Rhön, Spessart und Vogelsberg auf einen Streich“.[21]
- Im näheren Umkreis des Eisenküppels befinden sich östlich gleich anschließend der Schwebener Berg, südöstlich der Lichteberg, der Steinrück, der Fliegenküppel und der Huttener Berg, südöstlich der Hermannswinkel, die Steinkammer, der Kalkofen und das Breite Feld, südwestlich der Drasenberg und der Katzenberg, im Westen der Arzberg, der Storker Küppel, der Heiligenberg, der Weinberg und das Knöschen, nordwestlich der Rommerzer Forst und der Gießener Forst und nördlich der Opperzer Berg.

## Freibad Landrücken
- Unterhalb des Eisenküppels befindet sich in Südhanglage das „Freibad Landrücken“. Das zwischen Flieden und Rückers liegende Freibad ist für Erholungsuchende seit mehr als 55 Jahren ein beliebtes Ausflugsziel.[22]
- Das Freibad bietet den Badegästen viele Attraktionen. Es ist ausgestattet mit einem Sportbecken mit Startblöcken und 25 Meter-Bahnen, einem Sprungbecken mit ein und drei Meter Sprungturm, einem separaten Nichtschwimmerbecken und einem Planschbecken mit Kinderrutsche.
- Ebenfalls vorhanden sind von Bäumen umgebene und mit Sonnensegeln und Sonnenschirmen ausgestattete Liegewiesen, ein Eltern-Kind-Bereich, ein Kinderspielplatz, ein Beachvolleyballfeld, Tischtennisplatten und ein Freiluft-Schachfeld.[23][24]
- Für das leibliche Wohl sorgt im Freibad ein Gastronomiebetrieb mit einer Freiterrasse.
- Im Sommer bietet das DLRG Neuhof hier Schwimmkurse sowie den Sommerretter an. Vom Seepferdchen bis zum Jugendschwimmer können Kinder und Jugendliche hier ihr Schwimmabzeichen machen.[25]
- Im Freibad Landrücken erfolgt der Schwimmstart des „Königreich-Triathlons“, ein klassischer Sprinttriathlon (500 m Schwimmen, 24,5 km Rad, 5 km Lauf) an dem seit mehr als 25 Jahren regelmäßig begeisterte Breitensportler und Profis teilnehmen.[26][27]
- Einmal jährlich finden hier ein Beachvolleyballturnier und eine große Poolparty statt.
- Um das familienfreundliche „Schwimmbad Landrücken“ kümmert sich der Förderkreis Wasserfreunde Freibad „Landrücken“ Flieden.

## Geschichte
- Der Eisenküppel liegt an der ehemaligen Königstraße „Via Regia“, die im Jahr 2005 vom Europarat zur „europäischen Kulturstraße“ ernannt wurde.
- Auf der Alten Straße von Leipzig nach Frankfurt war Johann Wolfgang von Goethe mit der Postkutsche unterwegs. In seinen Tagebüchern vermerkt er am 1. August 1797: „Hinter Neuhof wirds auf der Höhe rauher, diese scheidet zwei bedeutende Regionen; wie die Fulda mit ihren Wassern nach Norden geht, so fällt nun die Kinzig nach S.W. dem Main zu.“[28] Seiner Frau berichtet er am 27. August 1814: „Bei Neuhof reifes Korn. Zwischen Schlüchtern und Salmünster Flachs- und Hanfbrechen durch Städtchen und Dörfer, Haus an Haus.“[29] Eine weitere Reise nach Frankfurt, auf der Divan-Gedichte entstanden, führte ihn am 26. Mai 1815 zwischen 7 und 10 Uhr erneut hier vorbei: „Die Reise war nicht unfruchtbar. Mein Divan ist mit 18 Assessoren vermehrt worden.“[30]
- Am Eisenküppel vorbei führt der Jakobsweg von Fulda nach Frankfurt, vorbei an Klöstern, Kirchen und Kapellen der Region.[31]
- Im Nordosten des Eisenküppels befindet sich die erstmals 1708 erwähnte Eierbauschbaumühle.[32]
- Der „dem Feldbau angehörige Eisenküppel“[5] mit dem Alten Feld bietet ideale Bedingungen für die Landwirtschaft. Besonders fruchtbare Böden mit hohem Lössanteil, die wegen ihrer besonderen Bedeutung für die Nahrungsmittelproduktion nicht überbaut und versiegelt werden sollten,[33] führten zur Ansiedlung mehrerer landwirtschaftlicher Höfe, die hier Ackerbau und Viehzucht betreiben, beispielsweise der Ortmannsruh. Die fruchtbaren Böden auf dem Eisenküppel führten dazu, dass das „Alte Feld“ eher waldarm ist. Mit der Rodung fruchtbarer Böden für den Ackerbau wurde bereits im Neolithikum und in den Metallzeiten begonnen.
- Um das Jahr 1465 betrieben die Fuldaer Fürstäbte in der Region Flieden ein Eisenbergwerk,[34] vermutlich „an dem östlich liegenden und eine schöne Aussicht bietenden Eisenküppel“.[35]
- Bei einem Bombenangriff der Alliierten im Zweiten Weltkrieg auf den Bahnhof Flieden wurde eine Brücke, die vom Eisenküppel über den Bahnhof nach Flieden führte, zerstört.[36][37][38][39]

## Sonstiges
Am westlichen Abhang des Eisenküppels, dem Ort Flieden zugewandt, befinden sich das Gewerbegebiet „Flieden Mitte“ und der Autobahnanschluss zur A66. Der bis dahin umstrittene Autobahnanschluss war in den Planungen für den Neubau der A66 nicht vorgesehen. Insbesondere, um den Autobahnanschluss zu erhalten, erfolgte auf Betreiben des Gewerbevereins Flieden, der Ausweis eines Gewerbegebietes am Eisenküppel. Die Autobahnabfahrt von Fulda nach Flieden und die Auffahrt von Flieden nach Schlüchtern befinden sich in Steilhanglage des Berges.

## Zukunftssaussichten
Im Land der weiten Fernen, auf dem weithin sichtbaren Eisenküppel, in exponierter Lage, errichtet der internationale, börsennotierte Immobilien-Großkonzern Goodman, mit Sitz in Sydney, Australien, ein Logistik-Center für die Zufall Logistics Group, mit Sitz in Göttingen, die hier als Kontraktlogistiker für den koreanischen Reifenhersteller Hankook Tire ein Lager- und Vertriebszentrum für 1,3 Millionen Reifen betreiben möchte. Zurzeit wird die Bergkuppe abgetragen und das Gelände nivelliert. Mit dem Ziel, ein einheitliches Geländeniveau für eine 17,5 Hektar große Gewerbefläche zu schaffen. Dem Projekt zugestimmt haben die Gemeindevertreter aller im Fliedener Gemeindeparlament vertretenen Parteien, einschließlich des Grünen Gemeindevertreters und Landtagsabgeordneten Markus Hofmann. Das Projekt wurde ermöglicht durch eine „Landesplanerische Entscheidung“. Die Abweichung vom Regionalplan war nötig, weil die Fläche nicht als Gewerbegebiet vorgesehen war. Eine Bürgerversammlung zu dem Projekt fand nicht statt.